# Foro Africano de Administración Fiscal

Mapa de África, con los miembros del Foro Africano de Administración Tributaria resaltados en verde

El Foro Africano de Administración Fiscal (en inglés, African Tax Administration Forum, o ATAF por sus siglas) es una organización internacional que ofrece una plataforma para la cooperación entre las autoridades fiscales africanas. Concebido por primera vez durante una reunión de 30 comisarios tributarios africanos con representantes de la Organización para la Cooperación y el Desarrollo Económico en agosto de 2008, fue lanzado en noviembre de 2009 en Kampala, Uganda. A través de la cooperación mutua entre los Estados miembros, ATAF trabaja para aumentar el nivel de cumplimiento voluntario de las obligaciones fiscales y luchar contra la evasión fiscal.
ATAF cuenta con el apoyo de un grupo de donantes entre los que se encuentran el Departamento de Desarrollo Internacional del Reino Unido, la Agencia Noruega de Cooperación al Desarrollo, el Banco Africano de Desarrollo, la Deutsche Gesellschaft für Internationale Zusammenarbeit, el Ministerio de Asuntos Exteriores de Finlandia, el Ministerio de Asuntos Exteriores de los Países Bajos, la OCDE y la Secretaría de Estado de Economía de Suiza. Colabora con organizaciones económicas regionales africanas, la Asociación de Administraciones Tributarias de la Commonwealth, el Centro Interamericano de Administraciones Tributarias, el Centre de Rencontres et d'Etudes des Dirigeants des Administrations Fiscales, la Organización Intraeuropea de Administraciones Tributarias y el Centro Internacional de Fiscalidad y Desarrollo.

## Países miembros
En 2024, existen 43 países miembros:
| - Angola - Benín - Botsuana - Burkina Faso - Burundi - Cabo Verde - Camerún - República Centroafricana - Chad - República del Congo - Costa de Marfil - República Democrática del Congo - Suazilandia - Gabón - Gambia | - Ghana - Guinea - Guinea-Bisáu - Kenia - Lesoto - Liberia - Madagascar - Malaui - Mali - Mauritania - Mauricio - Marruecos - Mozambique - Namibia | - Níger - Nigeria - Ruanda - Senegal - Seychelles - Sierra Leona - Sudáfrica - Sudán del Sur - Sudán - Tanzania - Togo - Uganda - Zambia - Zimbabue |

## Creación de capacidades
El ATAF ofrece un curso en línea sobre tratados fiscales, así como un máster ejecutivo en fiscalidad, en colaboración con dos escuelas senegalesas y la Administración Tributaria de Mauricio. También ofrece cursos breves sobre fiscalidad y desarrollo en colaboración con el Centro Internacional de Fiscalidad y Desarrollo. En 2015, ATAF lanzó la Red Africana de Investigación Fiscal (ATRN), que celebrará un congreso anual para que los investigadores compartan su trabajo.

## Conferencia annual
La última Reunión Anual de la ATAF se celebró en Ciudad del Cabo (Sudáfrica) del 31 de octubre al 2 de noviembre de 2023 en el Centro Internacional de Convenciones de Ciudad del Cabo (CTICC), en colaboración con el Servicio de Recaudación de Sudáfrica (SARS).